# Sharon den Adel
Sharon Janny den Adel (Waddinxveen; 12 de julio de 1974), conocida popularmente como Sharon den Adel, es una cantautora y diseñadora de modas neerlandesa. Desde los 14 años participó en algunos proyectos de rock hasta que en 1996 con su pareja, Robert Westerholt, fundó la banda de metal sinfónico Within Temptation. Al lado de ellos ha vendido más de 3 millones de discos alrededor del mundo.
A partir del 2017, creó un proyecto en solitario llamado My Indigo, con un sonido diferente al que hasta entonces había manejado.

## Trayectoria

### Carrera musical

#### Inicios musicales & Within Temptation
La primera vez que Sharon subió a un escenario fue durante un karaoke con un tema del grupo T'Pau. A los 13 años se integró a una banda de blues/rock llamada Kashiro tocando el teclado porque no se atrevía a cantar:

Por alguna razón que no puedo explicar, al principio no quería decirle a nadie que podía cantar, o que quería cantar. Entonces, en vez de eso opté por tocar los teclados en la banda, y era verdaderamente terrible.

Interpretaban canciones de Van Halen y Stevie Ray Vaughan, sin embargo, la banda no tenía vocalista así que finalmente Sharon se ofreció a cantar. También por un corto tiempo formó parte de un coro.

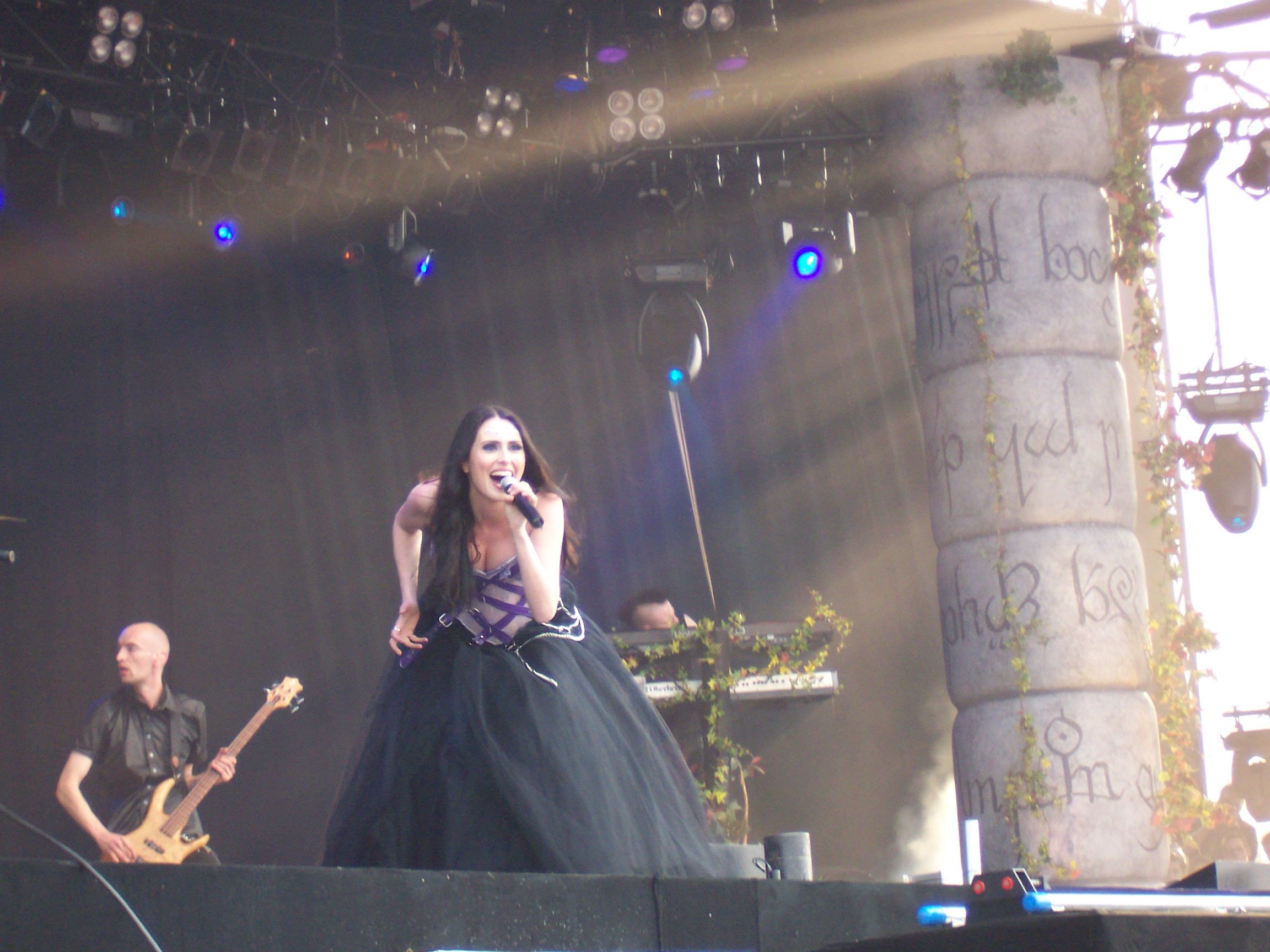
Den Adel en un concierto con Within Temptation

Durante la universidad, comenzó a salir con Robert Westerholt, quien en ese tiempo formaba parte de una banda llamada The Circle. Colaboró con ellos en la canción "Frozen", pero Westerholt tuvo diferencias con los integrantes y lo despidieron, entonces él y Sharon decidieron formar Within Temptation en el año 1996.
Tras concluir con la gira de su álbum debut Enter, los miembros de la banda se tomaron un tiempo para finalizar sus estudios. De este modo, Den Adel se tituló en gerencia y producción de modas. Estuvo trabajando por un tiempo en una agencia de modas, empleo que abandonó cuando la banda publicó en el 2000 su segundo álbum, Mother Earth, al que siguió The Silent Force en 2004.
Grabó el tema "Artists for Asia" junto a otros artistas holandeses en beneficio de las víctimas del desastre del tsunami de 2004.
En 2007 vino el álbum The Heart of Everything. Un año después incursionó en la música trance con el tema «In and Out of Love» al lado del Dj Armin van Buuren cuyo videoclip superó más de 33 millones de reproducciones en Youtube, convirtiéndose así en el más visto de Holanda.
En 2011 publicó con Within Temptation su quinto álbum de estudio titulado The Unforgiving. En ese mismo año fue nombrada "La Diosa del Rock" por los Loudwire Music Awards, mismo premio que volvería a ganar en 2014.
El 22 de enero de 2014 publicó el sexto álbum del grupo, Hydra, que contó con la colaboración de cuatro cantantes de estilos diferentes: la cantante clásica Tarja Turunen (ex-Nightwish), Howard Jones, el rapero estadounidense Xzibit y el cantante de rock Dave Pirner.
La banda fue invitada varias veces a competir en el Festival de Eurovisión como los representantes holandeses, pero han declinado cada vez ya que no les parece el mejor lugar para que una banda de metal se presente. En 2018, den Adel fue seleccionado entonces como jurado para la edición de ese año.

#### My Indigo
El 9 de noviembre de 2017, Den Adel anunció en el programa de televisión holandés RTL Late Night que el viernes 10 de noviembre sería lanzado el primer sencillo de su proyecto en solitario y que ambos llevarían el mismo título: My Indigo. De acuerdo con la cantante, el proyecto originalmente no estaba destinado a ser lanzado para el público en general, solo era para ella una forma de lidiar con algunos problemas personales y también era el resultado de un bloqueo de escritora que tuvo para componer nueva música para Within Temptation. Después de dos años componiendo para sí misma y con la inspiración recuperada para escribir para su antigua banda, decidió compartir este proyecto públicamente.
El 17 de noviembre de 2017 se estrenó el vídeo del primer sencillo de My Indigo y Sharon den Adel explicó que este proyecto no tendrá ningún parecido a Within Temptation.

### Carrera de diseñadora

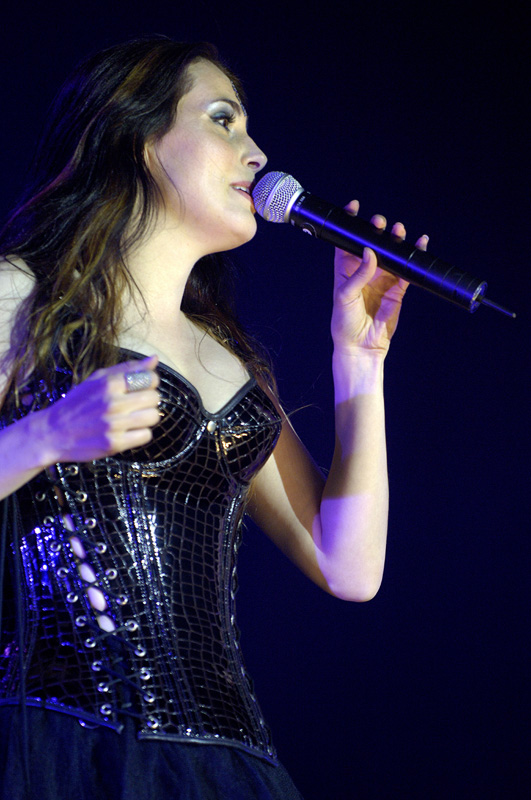
La cantante en una presentación de la gira The Silent Force llevando el vestido que utilizó en el videoclip “Stand My Ground”.

Esta vocalista se ha caracterizado por su peculiar forma de vestir. Desde muy pequeña mostró interés por la ropa al pasar gran parte del tiempo dibujando vestidos de novia y de princesas. Al iniciar su carrera musical, todos sus vestidos eran creados por ella misma, posteriormente empezó a comprar algunos atuendos, uno de los primeros en comprar fue el que usó en la portada del álbum Mother Earth y en el videoclip de esta misma canción, este vestido lo volvió a utilizar para el concierto Elements por celebración de los 15 años de trayectoria de Within Temptation.
En la actualidad, suele elaborar su vestuario con la colaboración de otros modistas a los que primero les suele llevar collages sobre sus ideas. Además diseña los productos de la banda y el vestuario de sus compañeros.
El 6 de septiembre de 2010, Sharon abrió el fashion show del diseñador Ronald Kolk por su aniversario, que se llevó a cabo en el salón del Grand Hotel Krasnapolsky de la ciudad de Ámsterdam, cantando "See Who I Am" y usando un vestido de Kolk, quien es conocido por su trabajo con artistas como Bette Midler, Tina Turner, Grace Jones y The Pointer Sisters.
Sus diseñadores favoritos son el fallecido Alexander McQueen y Victor & Rolf, de estos últimos ha expresado su deseo de que le diseñaran algún atuendo.

#### Estilos
Debido al sonido melódico de la banda durante la etapa de Enter a la de The Silent Force sus vestidos se caracterizaron por ser largos y voluminosos. La mayoría estaban inspirados en princesas de cuentos y en películas como Star Wars, con accesorios a juego (tiaras, collares, pulseras, etc.) y un maquillaje cargado. Para The Heart of Everything alternaba este tipo de vestuario con faldas más cortas y corsés de colores preferentemente claros.
A partir del lanzamiento del álbum The Unforgiving, su estilo cambió considerablemente al abandonar este tipo de vestimenta, optando por una menos recargada y más moderna, con un maquillaje más natural y peinados con volumen. En una entrevista para la revista “The Living”, Sharon explicó que esto se debía a que estaba empezando a utilizar ropa más apropiada para su edad, asimismo, añadió sentirse agradecida con todo el equipo de Within Temptation por haberle brindado la oportunidad de usar todos esos vestidos.

## Voz

### Registro
Aunque en el 2000 apareció clasificada como soprano en los créditos del álbum Prison of Desire de After Forever, para el año 2012 fue publicado su perfil en el sitio oficial de Within Temptation donde apareció como mezzosoprano. Por su parte, la prensa la ha llegado a catalogar dentro de ambos registros.

### Evolución
Sharon nunca tuvo un entrenamiento profesional, salvo unas pocas indicaciones por parte de un estudiante de conservatorio en su adolescencia:

Nunca he tomado clases de canto. En Holanda, si quieres asistir a clases de canto debes hacer primero un curso de flauta, cosa que yo odiaba [...] así que me quedé sin clases de canto.

Lo hice como la gente cuando estudia; practicaba todos los días, entre tres o cuatro horas. Crecí con padres que amaban la música y siempre había música en nuestra casa. Cuando escuchaba una canción que me gustaba me ponía a ensayar hasta que podía cantarla de la manera en que se suponía debía ser. Fue un reto para mí ser capaz de cantar las canciones que en realidad me gustaban. Así me enseñé.

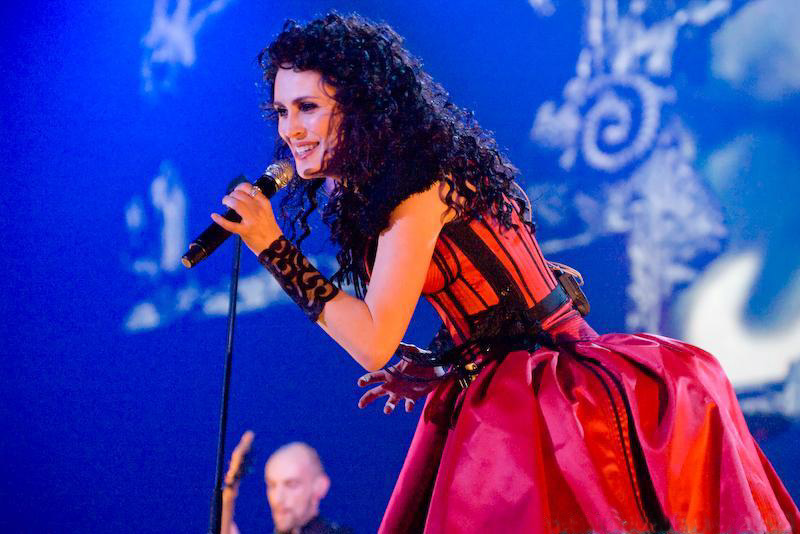
Sharon den Adel interpretando The Howling en el concierto de Róterdam, Ahoy, incluido en el DVD Black Symphony

Sus más grandes inspiraciones en ese tiempo fueron las cantantes Carol Decker (T’Pau) y Janis Joplin, aunque siempre consideró su voz demasiado ligera para sus canciones optando más por practicar con las canciones de Tori Amos, de quien interpretó años después el tema «Crucify» durante un programa televisivo.
Para los primeros discos de Within Temptation, se inclinó por utilizar la mayor parte del tiempo su voz de cabeza por lo que su canto se identificaba por ser agudo y lírico; ejecutaba pequeños adornos como la coloratura y los trinos en canciones como «Pearls of Light» y «Restless».
En el cuarto álbum de estudio de la banda, The Heart of Everything, decidió emplear un canto más variado, por ejemplo, en la parte inicial del tema «The Howling» se mezclaron 2 pistas: en la primera se grabó su voz cantando en un tono agudo; en la segunda, cantando lo más grave que podía. Hizo unos guturales en la canción «The Heart of Everything» y trabajó más en su voz mixta. En palabras de la propia intérprete, también llegó a «gritar» en algunas partes de ciertas canciones para conseguir el tipo de canto que quería.
En 2008, días previos al concierto que se incluiría en el DVD Black Symphony, se enfermó, para recuperarse de su voz se ausentó durante dos ensayos, no obstante, antes del espectáculo practicando algunas canciones, de nuevo se sintió mal, aun así salió a cantar, de esta manera se filmó el evento. Algunos críticos al no estar informados de su estado de salud opinaron severamente sobre su desempeño vocal durante ese concierto, como el sito live-metal.net que dijo en su reseña: «Tuvo una dificultad realmente terrible para cantar bien en vivo, especialmente en algo de esta magnitud que estaba siendo grabado para un DVD». En cambio, un año después con la publicación de An Acoustic Night At The Theatre el sitio web About.com describió a den Adel como: “una cantante versátil y hábil, capaz de cantar poderosamente acompañada de una orquesta y un coro; así como suave y sensiblemente con solo un piano”.
Tras la salida de The Unforgiving, álbum en el que canta principalmente con su voz de pecho, es decir, solo tonos medios y bajos, surgieron los rumores de que su voz se había deteriorado por lo que ya no podía alcanzar las notas altas que la caracterizaban, ella desmintió esto asegurando que este cambio se debía a que el disco, al estar basado en un cómic, requería un tipo de canto más grave y agresivo. En los trabajos posteriores a The Unforgiving, Sharon volvió a utilizar una voz más aguda en algunas canciones.

## Vida personal
Durante la mayor parte de su infancia, Sharon vivió en distintos países como Yemen e Indonesia, debido a que su padre trabajaba en la industria de las telecomunicaciones. De acuerdo con den Adel, algunos de los movimientos que realiza durante sus conciertos están inspirados en las bailarinas balinesas que llegó a ver en ese tiempo. Al volver a establecerse en su país natal a la edad de 10 años, comenzó a sufrir acoso escolar y discriminación.
Tiene un hermano 6 años mayor que ella. Su banda favorita es Nirvana.
Tiene tres hijos con su pareja, Robert Westerholt: Eva Luna den Adel, nacida el 7 de diciembre de 2005, estuvo embarazada de ella durante la gira de The Silent Force; Robin Aiden Westerholt, quien nació el 1 de junio de 2009 y Logan Arwin Westerholt, embarazo que fue anunciado el 26 de noviembre de 2010 y nació el 30 de marzo de 2011.

## Discografía

### Within Temptation
| Año  | Álbum                   |
| ---- | ----------------------- |
| 1997 | Enter                   |
| 2000 | Mother Earth            |
| 2004 | The Silent Force        |
| 2007 | The Heart of Everything |
| 2011 | The Unforgiving         |
| 2014 | Hydra                   |
| 2019 | Resist                  |
| 2023 | Bleed Out               |

### My Indigo
Álbumes
- My Indigo (álbum)

Sencillos
- My Indigo (2017)

### Versiones
Within Temptation Friday
| - "Paradise" de Coldplay. - "Grenade" de Bruno Mars. - "Crazy" de Gnarls Barkley. - Somebody That I Used to Know de Gotye. - Dirty Dancer de Enrique Iglesias. - "Titanium" (feat. Sia) de David Guetta. - Behind Blue Eyes de The Who. - "Summertime Sadness" de Lana Del Rey. - "Apologize" de One Republic. - "Don't You Worry Child" de Swedish House Mafia. - "Little Lion Man" de Mumford & Sons. - "Skyfall" de Adele. - "Radioactive" de Imagine Dragons. - "Let Her Go" de Passenger. - "The Power of Love" de Frankie Goes to Hollywood. | Otros covers - "Crucify" de Tori Amos (en vivo) - "Running Up That Hill" (con Within Temptation) de Kate Bush - "Nothing Else Matters" de Metallica (en vivo) - "Woman in Chains" (ft. Nils Krake) de Tears For Fears (en vivo) - "Smells Like Teen Spirit" de Nirvana (en vivo) - "Seventy times seven" de Chris August (en vivo) - "The Rose" (en vivo) de Bette Midler |

### Colaboraciones
Además de su trabajo principal en Within Temptation, den Adel ha actuado en el escenario y en el estudio con varios artistas notables de diversos géneros musicales, como Tarja Turunen, Armin van Buuren, After Forever, De Heideroosjes, Oomph!, Delain, Agua de Annique, Anneke van Giersbergen y Evanescence. Antes de formar Within Temptation, den Adel colaboró con Voyage, formado por algunos de los futuros miembros de Within Temptation, en el tema "Frozen" (no confundir con la canción de Within Temptation del mismo título).
La vocalista participó en varios proyectos de ópera rock y metal, cantando el papel de Anna Held en dos de los lanzamientos de Avantasia de Tobias Sammet, The Metal Opera y The Metal Opera Part II, también cantando el papel de la "Musa" en el álbum Ghostlights de 2016. También interpretó el papel de la "India" en la ópera rock de Ayreon Into the Electric Castle. Den Adel colaboró después en dos de los proyectos de Timo Tolkki, siendo vocalista invitada en el tema "Shine" de Avalon de Timo Tolkki, para el trabajo The Land of New Hope, y apareció en el tema de su proyecto en solitario "Are You the One?".
Den Adel también trabajo en el proyecto solista de su compañero de banda Ruud Jolie, "For All We Know". Colaboró con su compatriota Armin Van Buuren, reconocido DJ y productor, poniéndole voz al tema "In and Out Of Love" en 2008.
En 2020, la banda de rock estadounidense Evanescence pidió a Sharon que colaborara con ellos en su sencillo "Use My Voice". Junto con la vocalista Amy Lee, otros músicos se unieron a la canción, como las vocalistas de rock Lzzy Hale, Taylor Momsen, Deena Jakoub y muchos más, así como Lindsey Stirling. Durante la gira Worlds Collide, den Adel se unió a la banda en el escenario para interpretar la canción en fechas seleccionadas.

#### En estudio
| Año  | Canción | Artista          | Álbum                           |
| ---- | --- | ---------------- | ------------------------------- |
| 1996 | - Frozen | Voyage           | Embrace                         |
| 1997 | - Hear | Silicon Head     | Bash                            |
| 1998 | - Isis & Osiris - Amazing Flight, - The Decision Tree - Tunnel of Light - The Garden of Emotions - Cosmic Fusion - Another Time, Another Space | Ayreon           | Into the Electric Castle        |
| 1999 | - Regular Day in Bosnia | De Heideroosjes  | Schizo                          |
| 2000 | - Beyond Me | After Forever    | Prison of Desire                |
| 2000 | - Farewell | Avantasia        | The Metal Opera                 |
| 2000 | - Behold | Orphanage        | Inside                          |
| 2000 | - Fly - Architecture of the Imagination | Paralysis        | Architecture of the Imagination |
| 2001 | - Last Call to Humanity | De Heideroosjes  | Fast Forward                    |
| 2002 | - Time - Waltz | Aemen            | Fooly Dressed                   |
| 2002 | - Into the Unknown | Avantasia        | The Metal Opera Part II         |
| 2002 | - Are You the One? | Timo Tolkki      | Hymn to Life                    |
| 2006 | - No Compliance | Delain           | Lucidity                        |
| 2008 | - In and Out of Love | Armin Van Buuren | Imagine                         |
| 2009 | - Somewhere | Agua de Annique  | Pure Air                        |
| 2010 | - Land Ahead | Oomph!           | Truth Or Dare                   |
| 2011 | - Keep Breathing | Ruud Jolie       | For All We Know                 |
| 2012 | - "Nostradamus" | Coeverduh        | Wesley Against Society          |
| 2012 | - "Between Two Worlds And I" | Leander Rising   | Heart Tamer                     |
| 2012 | - "Het Meneer Konijn Lied" | Varios artistas  | De Vrienden Van Meneer Konijn   |
| 2013 | - "Shine" | Avalon           | The Land of New Hope            |
| 2014 | - "Hier" | Ali B            | Ali B en de Muziekkaravaan      |
| 2016 | - "Isle of Evermore" | Avantasia        | Ghostlights                     |
| 2016 | - "Paradise (What About Us?)" | Tarja Turunen    | The Brightest Void              |
| 2017 | - Feliz Navidad (Barbuda Relief and Recovery Charity Version)                                                                                  | Tarja Turunen    | Feliz Navidad (sencillo)        |

#### En vivo
| Año  | Canción                                                              | Artista                   | Presentación             |
| ---- | -------------------------------------------------------------------- | ------------------------- | ------------------------ |
| 2009 | - Stairway to Heaven                                                 | John Miles & Katona Twins | Night of the Proms       |
| 2013 | - No Compliance - Restless                                           | Delain                    | Metal Female Voices Fest |
| 2017 | - Angels/I Walk Alone (versión acústica) - Paradise (What About Us?) | Tarja Turunen             | Metalfest                |

## Premios
| Premios | Premios                          | Premios                                   | Premios                                                     | Premios   |
| ------- | -------------------------------- | ----------------------------------------- | ----------------------------------------------------------- | --------- |
| Año     | Premio                           | Categoría                                 | Trabajo nominado                                            | Resultado |
| 2009    | International Dance Music Awards | Mejor canción de Progressive House/Trance | In and Out of Love (Armin van Buuren feat. Sharon den Adel) | Ganadora  |
| 2011    | Loudwire Music Awards            | Diosa del Rock del Año                    | Sharon den Adel                                             | Ganadora  |
| 2014    | Loudwire Music Awards            | Diosa del Rock del Año                    | Sharon den Adel                                             | Ganadora  |